# Beatrice Gafner
Beatrice Gafner (* 19. November 1964 in Beatenberg) ist eine ehemalige Schweizer Skirennfahrerin. Sie gewann zwei Abfahrten im Weltcup.

## Karriere
Gafner erreichte in der Europacupsaison 1985/86 den zweiten Gesamtrang in ihrer Spezialdisziplin Abfahrt. Im Weltcup feierte sie ihren ersten grossen Erfolg, als sie am 10. Januar 1987 mit Startnummer 35 überraschend die Abfahrt von Schwarzenberg vor ihrer bereits als Siegerin gefeierten Landsfrau Maria Walliser gewann. Zuvor war Gafner noch in keinem Weltcuprennen unter die schnellsten 15 gefahren und hatte keine Weltcuppunkte gewonnen. Mit Platz elf in der letzten Abfahrt der Saison 1986/87 in Vail konnte Gafner zum zweiten Mal im Weltcup punkten, womit sie in diesem Winter bereits den zehnten Rang im Abfahrtsweltcup erreichte.
Mitte Januar 1988 gelangen Gafner mit zwei siebten Plätzen in den beiden Abfahrten von Zinal wieder zwei Top-10-Ergebnisse, ehe sie eine Woche später in der Abfahrt der Silberkrugrennen in Bad Gastein ihren zweiten Weltcupsieg feierte und schliesslich im Winter 1987/88 Siebte im Abfahrtsweltcup wurde. Nach ihrem zweiten Weltcupsieg kam Gafner auch erstmals bei einem Grossereignis, den Olympischen Winterspielen 1988 in Calgary, zum Einsatz – allerdings nicht in der Spezialabfahrt, sondern in der Kombination. Die mit Nummer eins gestartete Gafner schied jedoch in der Kombinationsabfahrt aus und blieb ohne Ergebnis. Zwei Wochen nach den Olympischen Spielen, am 4. März 1988, erlitt Gafner bei einem Sturz in der Weltcupabfahrt von Vail Verletzungen in beiden Knien. Auch ihre Teamkolleginnen Maria Walliser und Vreni Schneider stürzten und erlitten Knieverletzungen. Nach diesen drei schweren Stürzen und wegen starken Schneefalls und schlechter Sicht wurde das Rennen abgebrochen und am nächsten Tag wiederholt.
Am 12. Januar 1989 stand Gafner als Zweite der Abfahrt von Grindelwald zum dritten Mal auf dem Siegerpodest eines Weltcuprennens. Tags darauf wurde sie in der zweiten Abfahrt am selben Ort Vierte. Bei den Weltmeisterschaften 1989 in Vail stürzte Gafner am 30. Januar im ersten Abfahrtstraining jedoch und erlitt schwere Verletzungen im rechten Knie, weshalb die zweite Saison in Folge für sie vorzeitig zu Ende war. Nachdem die nächste Saison 1989/1990 erfolglos verlaufen war und sie nicht mehr im Weltcup hatte punkten können, trat Gafner 1990 vom aktiven Skirennsport zurück.

## Erfolge

### Weltcup
- Saison 1986/87: 10. Abfahrtsweltcup
- Saison 1987/88: 07. Abfahrtsweltcup
- Saison 1988/89: 11. Abfahrtsweltcup

- 3 Podestplätze, davon 2 Siege:

| Datum           | Ort           | Land       | Disziplin |
| --------------- | ------------- | ---------- | --------- |
| 10. Januar 1987 | Schwarzenberg | Österreich | Abfahrt   |
| 23. Januar 1988 | Bad Gastein   | Österreich | Abfahrt   |

### Europacup
- Saison 1985/86: 7. Gesamtwertung, 2. Abfahrtswertung